# Soustelle
Soustelle è un comune francese di 153 abitanti situato nel dipartimento del Gard, nella regione dell'Occitania. Appartiene alla divisione amministrativa del Cantone di Alès-Ovest.

## Società

### Evoluzione demografica
Abitanti censiti